# Адамов, Павел Павлович
Павел Павлович Адамов (9 августа 1945, Курск — 1990, Курск) — советский футболист, нападающий и полузащитник.

## Биография
Павел Адамов родился в 1945 году в Курске.
Занимался футболом в группе подготовки курских «Трудовых резервов» под руководством тренера Владимира Щёкина.
Играл на позициях нападающего и полузащитника. В 1962—1966 годах выступал в классе «Б» за курские «Трудовые резервы»/«Труд». В составе сборной РСФСР играл в турне по Индии.
Осенью 1966 года прямо с тренировки «Труда» уехал в расположение донецкого «Шахтёра», от которого получил предложение. Однако здесь он выступал только в конце сезона-66 и начале сезона-67, провёл 14 матчей, забил 2 мяча. Адамов не подошёл команде по игровому стилю. Кроме того, по словам журналиста Игоря Василиади, ветераны «Шахтёра» Антанас Станкявичюс, Дмитрий Мизерный и Юрий Ананченко устроили его травлю. После группового избиения на базе «Шахтёра» Адамов без вещей и документов вернулся в Курск. Также в Донецке у футболиста впервые проявилась тяга к алкоголю. Поведение Адамова осудили в прессе: в журнале «Молодая гвардия» вышла статья «Падающая звезда», а по итогам комсомольского собрания в команде решили ходатайствовать перед Федерацией футбола СССР о его дисквалификации. Однако этого не произошло.
1967 год доиграл в «Трудовых резервах». Перед стартом сезона-68 перешёл в московский ЦСКА, где заслужил доверие старшего тренера Всеволода Боброва, провёл 28 матчей, забил 3 мяча. Однако вскоре Адамов опять стал выпивать и в конце 1968 года сбежал в Курск. После выступления «Комсомольской правды» со статьёй «Блуждающий форвард» футболиста вернули на службу в Вооружённые силы и отправили в хабаровский СКА, игравший во второй группе класса «А». Несмотря на то что Бобров пытался поговорить с ним и вернуть в ЦСКА, Адамов из Хабаровска возвратился в Курск.
Провёл в чемпионатах СССР 42 матча, забил 5 мячей.
В 1972 году Адамов играл во второй лиге за тольяттинское «Торпедо», однако потом выступал только в чемпионате Курской области и Курска за «Счётмаш» и трикотажный комбинат, тренировал детей на стадионе «Спартак». Развёлся с женой, жил в общежитии, злоупотреблял алкоголем.
Умер в 1990 году в возрасте 45 лет.